# Vivi per sempre
Vivi per sempre è il secondo e ultimo album in studio del gruppo musicale italiano Canova, pubblicato il 1º marzo 2019, sotto l'etichetta Maciste Dischi e con la distribuzione di Artist First.

## Tracce
1. Shakespeare – 3:05
2. Domenicamara – 3:36
3. Goodbye Goodbye – 3:50
4. Ramen – 3:26
5. Per te – 2:40
6. Ho capito che non eravamo – 2:56
7. Groupie – 3:35
8. 14 sigarette – 3:55
9. Vivi per sempre – 3:36